# Sri Lanka aux Jeux olympiques d'été de 2024
Le Sri Lanka participe aux Jeux olympiques d'été de 2024 à Paris. Il s'agit de sa 19e participation à des Jeux olympiques d'été.
Le badiste Viren Nettasinghe (en) et la lanceuse de javelot Dilhani Lekamge sont désignés pour être les porte-drapeaux du pays lors de la cérémonie d'ouverture. La délégation est composée de trois athlètes, deux nageurs et un badiste.

## Nombre d’athlètes qualifiés par sport
Voici la liste des qualifiés et sélectionnés par sport (remplaçants compris) :
| Sport      | Hommes | Femmes | Total |
| ---------- | ------ | ------ | ----- |
| Athlétisme | 1      | 2      | 3     |
| Badminton  | 1      | 0      | 1     |
| Natation   | 1      | 1      | 2     |
| Total      | 3      | 3      | 6     |

## Résultats

### Athlétisme
Tharushi Karunarathna et Dilhani Lekamge se sont toutes les deux qualifiées directement via le classement mondial. Aruna Darshana s'est qualifié après avoir reçu une place de quota réattribuée[réf. souhaitée].
| Athlètes              | Épreuve        | Premier tour (ou tour préliminaire) | Premier tour (ou tour préliminaire) | Repêchage (ou premier tour) | Repêchage (ou premier tour) | Demi-finales | Demi-finales | Finale | Finale |
| Athlètes              | Épreuve        | Temps                               | Rang                                | Temps                       | Rang                        | Temps        | Rang         | Temps  | Rang   |
| --------------------- | -------------- | ----------------------------------- | ----------------------------------- | --------------------------- | --------------------------- | ------------ | ------------ | ------ | ------ |
| Aruna Dharshana       | 400 m masculin |                                     | e                                   |                             | e                           |              | e            |        | e      |
| Tharushi Karunarathna | 800 m féminin  |                                     | e                                   |                             | e                           |              | e            |        | e      |

| Athlètes        | Épreuve                   | Qualification | Qualification | Finale      | Finale |
| Athlètes        | Épreuve                   | Performance   | Rang          | Performance | Rang   |
| --------------- | ------------------------- | ------------- | ------------- | ----------- | ------ |
| Dilhani Lekamge | Lancer du javelot féminin | m             | e             | m           | e      |

### Badminton
Le Sri Lanka a qualifié un joueur de badminton masculin grâce au classement BWF Race to Paris au 30 avril 2024. À l'âge de 20 ans, Viren Nettasinghe (en) est devenu le plus jeune athlète de badminton à se qualifier pour les Jeux olympiques du Sri Lanka.
| Athlètes          | Compétition   | Phase de groupes | Phase de groupes | Phase de groupes | 1/8e de finale   | Quarts de finale | Demi-finales     | Finale / 3e place | Finale / 3e place |
| Athlètes          | Compétition   | Adversaire Score | Adversaire Score | Rang             | Adversaire Score | Adversaire Score | Adversaire Score | Adversaire Score  | Rang              |
| ----------------- | ------------- | ---------------- | ---------------- | ---------------- | ---------------- | ---------------- | ---------------- | ----------------- | ----------------- |
| Viren Nettasinghe | Simple hommes | Pablo Abián      | Lee Zii Jia      | e du gr. ...     | [[]]             | [[]]             | [[]]             | [[]]              |                   |

### Natation
Le Sri Lanka a reçu deux places de quota d'universalité de la FINA (un homme et une femme). L'Union des sports aquatiques du Sri Lanka a sélectionné les nageurs éligibles les mieux classés dans leurs épreuves respectives sur la base des résultats des Championnats du monde de natation 2024 à Doha, au Qatar.
| Athlète           | Épreuve                 | Séries | Séries | Demi-finales | Demi-finales | Finale | Finale |
| Athlète           | Épreuve                 | Temps  | Rang   | Temps        | Rang         | Temps  | Rang   |
| ----------------- | ----------------------- | ------ | ------ | ------------ | ------------ | ------ | ------ |
| Kyle Abeysinghe   | 100 m nage libre hommes |        | e      |              | e            |        | e      |
| Ganga Seneviratne | 100 m dos féminin       |        | e      |              | e            |        | e      |